# Bandera de Navarra (regata)
La Bandera de Navarra fue una competición de remo de la especialidad de traineras que tuvo lugar el 9 de septiembre de 1978 en el pantano de Yesa.

## Historia
Se realizó esta edición en una distancia de 3 millas, con 4 largos y 3 ciabogas. Participaron 8 tripulaciones, del País Vasco y Cantabria. San Sebastián fue el ganador de la regata pero por unanimidad se decidió anular los resultados, debido a que las balizas se movían. Por ello el patrocinador Cervezas El León no repartió los premios.

## Palmarés
| Puesto | Club           |
| 1º     | San Sebastián  |
| 2º     | Zumaya         |
| 3º     | Laredo         |
| 4º     | Santurce       |
| 5º     | Algorta        |
| 6º     | Arraun Lagunak |
| 7º     | Irundarrak     |
| 8º     | Ciérvana       |

- Datos: Q8241743